# Nora Watkins
Nora Hetherington, coniugata Watkins (Wellington, 26 luglio 1957 – Melbourne, 21 giugno 2023), è stata un'allenatrice di calcio e calciatrice neozelandese.
(Bria Sargent, sulla sua esperienza al Petone FC)

## Biografia
Nora Watkins (nata Hetherington) è stata nella squadra che ha inaugurato la storia delle Football Ferns il 25 agosto 1975, con l'esordio in AFC Women's Asian Cup. La Nuova Zelanda vinse poi quell'edizione (la prima) della manifestazione. Nora Watkins segnò una delle reti con cui la Nuova Zelanda batté la Thailandia in finale.
Ha giocato nei Miramar Rangers fino al 1993.
Al di fuori del mondo sportivo è stata una manager nel campo assicurativo.

### Allenatrice
A fine carriera si dedica all'allenamento nei Miramar Rangers,, nel Petone FC, e per breve tempo anche delle Football Ferns.
Alla sua morte le viene dedicato uno scudo commemorativo che viene assegnato alla squadra vincitrice della Central League.

## Palmarès
Giocatrice
- Coppa d'Asia: 1

Hong Kong 1975